# SS Cap Arcona

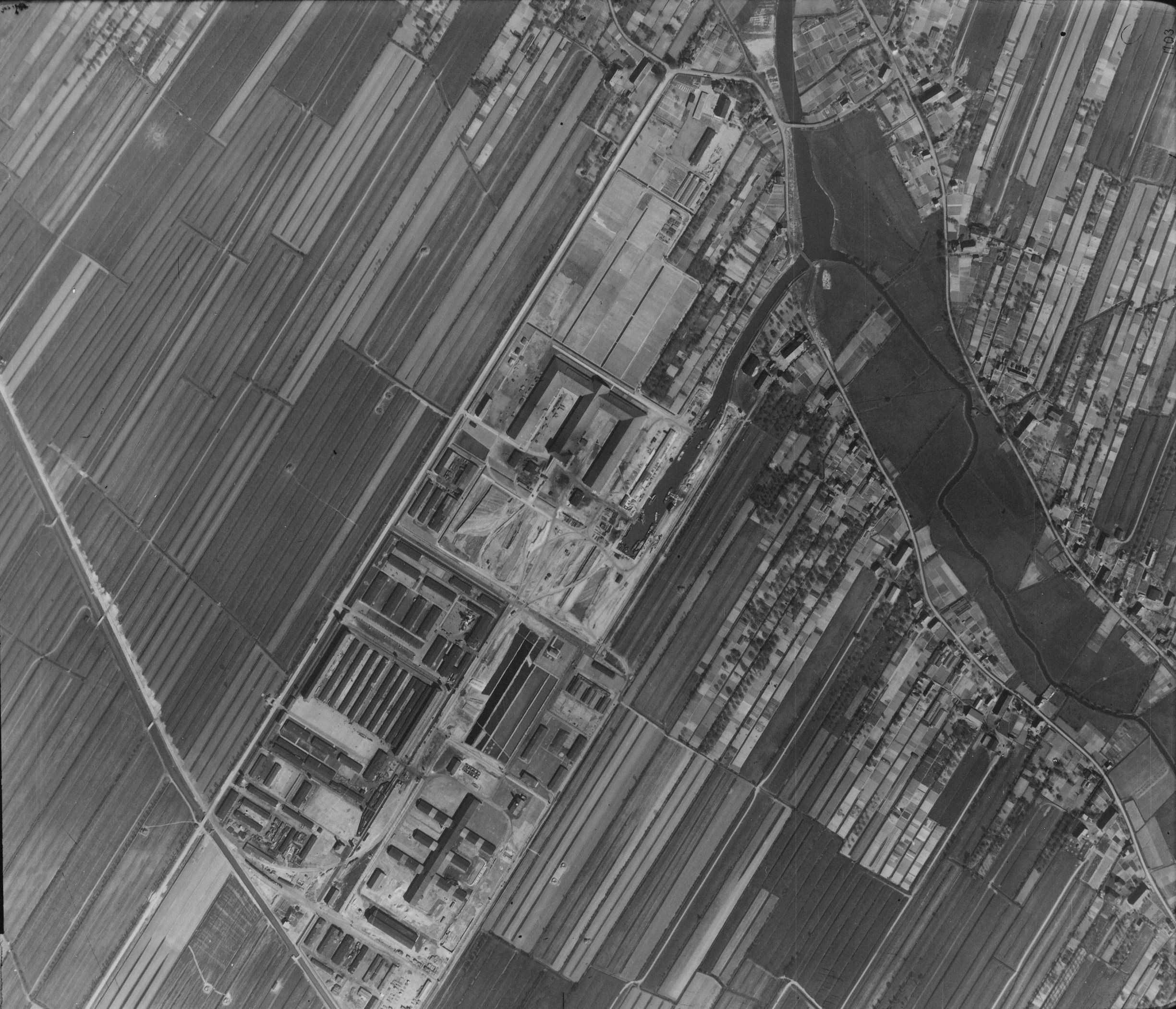
Zdjęcie lotnicze obozu koncentracyjnego Neuengamme zrobione przez brytyjskie lotnictwo 16 kwietnia 1945

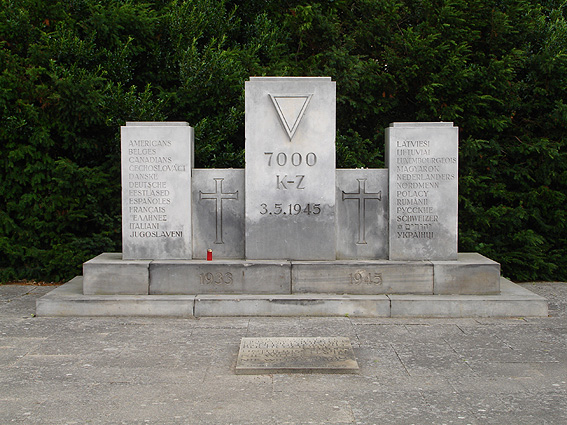
Pomnik upamiętniający tragedię „Cap Arcona” na cmentarzu w Neustadt in Holstein

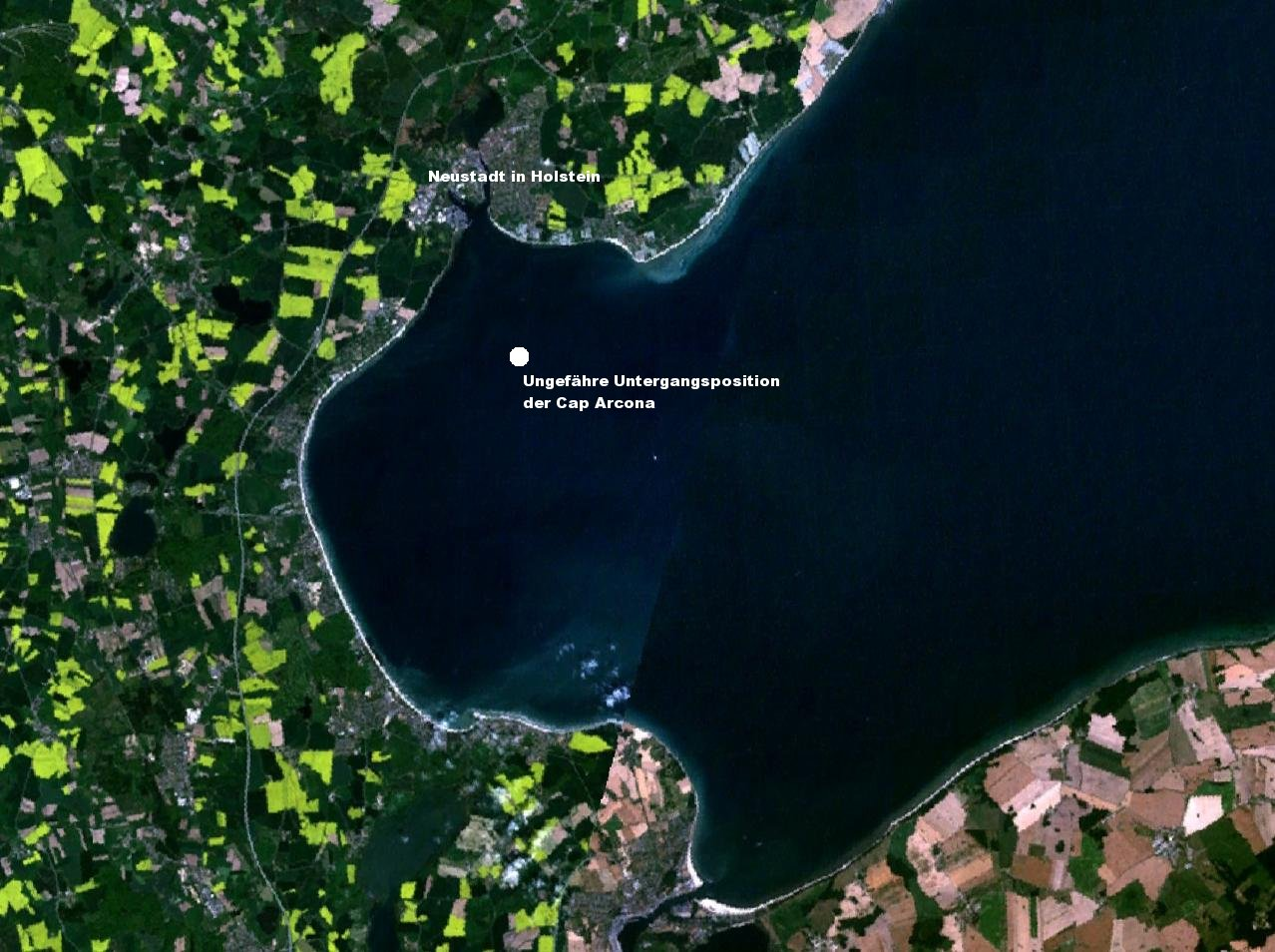
Zatoka Lubecka, 3 kilometry od Neustadt (biały punkt w środku mapki): pozycja zatonięcia Cap Arcony

Cap Arcona – niemiecki luksusowy liniowiec zbudowany w stoczni Blohm & Voss w Hamburgu. Od końca października 1927 roku rozpoczął służbę w liniach żeglugowych Hamburg Südamerikanische Dampfschifffahrts-Gesellschaft (HSDG).
„Cap Arcona”, której nazwa pochodzi od jedynego niemieckiego przylądka – Arkona na Rugii. pływała zwykle na trasie Hamburg-Ameryka Południowa. Statek miał 206 metrów długości i pojemność 27561 ton. Zwodowany 14 maja 1927 roku był uważany za jeden z najpiękniejszych w tamtym czasie statków pasażerskich. Była to też pierwsza niemiecka jednostka pasażerska na tyle wielka, że na otwartym pokładzie urządzono pełnowymiarowy kort tenisowy. Spory turbinowiec był jednym z wielu statków pasażerskich, jakie otrzymały o jeden komin więcej, niż było potrzeba – ze względów estetycznych. Przewoził zwykle najbogatszych pasażerów, ale także emigrantów do Ameryki Południowej. Jedną ze sztandarowych postaci, związanych w tym czasie z tym statkiem, był jego pierwszy kapitan, komodor (najstarszy stażem kapitan) floty HSDG Ernst Rolin. Pokojowa służba statku trwała niemal dwanaście lat, podczas których turbinowiec, dowodzony przez dwóch kapitanów – wspomnianego Ernsta Rolina i Richarda Niejahra (drugiego komodora floty HSDG) – odbył 91 podróży, przewożąc ponad 200 tysięcy ludzi.
Od 1940 roku został przejęty przez Kriegsmarine i był używany na Morzu Bałtyckim. W 1942 r. z udziałem „Cap Arcona” w Gdyni powstawał (przede wszystkim wnętrza) film Herberta Selpina pt. Titanic. Poświęcony katastrofie tego statku, ale z silnym zamysłem propagandowym, antyangielskim. Od 1944 roku rozpoczął przewożenie uchodźców z Prus Wschodnich na zachód.

## Tragedia i zbrodnia wojenna
Ostatnim dowódcą „Cap Arcony” mianowany został kapitan Heinrich Bertram, oficer ze „stajni” HSDG, który wcześniej dowodził m.in. Wilhelmem Gustloffem. 26 kwietnia 1945 roku na statek przeniesiono 6500 więźniów z obozu koncentracyjnego Neuengamme oraz około 400 więźniów, którzy przeżyli marsz śmierci z obozu Wesoła (niem. Fürstengrube, podobóz KL Auschwitz). Więźniów umieszczono także na innych, mniejszych jednostkach Thielbeck i Athen. Wszystkie statki zakotwiczono w Zatoce Lubeckiej z przypuszczalnym zamiarem zatopienia ich wraz z więźniami, aby ukryć dowody zbrodni wojennych. Wspomniany kpt. Bertram protestował przeciwko przyjęciu tylu ludzi naraz na pokład nieprzygotowanego logistycznie statku, ale ustąpił wobec przemocy.
2 maja 1945 po wstrzymaniu działań wojennych na lądzie, dowództwo alianckie podało otwartym tekstem następujący meldunek: Wzywamy wszystkie jednostki morskie pływające pod banderą III Rzeszy do natychmiastowego zawinięcia do portu. Wszystkie statki niemieckie spotkane na morzu po godz. 14.00 dnia 3 maja zostaną zbombardowane. Powtarzam. Wzywamy wszystkie...
Dowodzący statkiem Athen kapitan Nibmann, znając treść ostrzeżenia Brytyjczyków, wywiesił białą flagę (mimo stacjonowania na pokładzie uzbrojonego oddziału SS i uzbrojonych marynarzy Kriegsmarine), porozumiał się z komendantem portu w Neustadt i o godzinie 13:45 zawinął do portu. Kapitan Nibmann wiedział, że statki znajdujące się na redzie portu nie spełniają warunków określonych w ostrzeżeniu radiowym. Na flagsztokach i masztach statków-więzień powiewały bandery III Rzeszy i żaden z nich nie posiadał oznaczeń Czerwonego Krzyża. Kapitan Nibmann, zawijając do portu przed upływem brytyjskiego ultimatum, uratował życie 1998 więźniom statku Athen (który po wojnie w ramach reparacji wojennych pływał pod polską banderą jako Waryński).
Pozostałe trzy statki mimo całej świadomości ostrzeżenia aliantów pozostawały na redzie z podniesionymi banderami do momentu ataku lotniczego włącznie. Kapitan Cap Arcony zamierzał w nocy po ostrzeżeniu brytyjskim oświetlić statek (był poprzednio kapitanem oficjalnego zarejestrowanego statku szpitalnego Monte Rosa), zostało to jednak kategorycznie zakazane. Na pokładzie statku dochodziło do licznych spięć między wartownikami SS i cywilną załogą Cap Arcony, która nie była gotowa, w przededniu zakończenia wojny, do ponoszenia współodpowiedzialności za planowaną z premedytacją zbrodnię. Statek Thielbeck również nie podniósł białej flagi.
Wypowiedź kapitana Jacobsena z Thielbeck: Meine Jungs, seid doch vernünftig, die Einheiten der Kriegsmarine sind immer noch treu. Nachdem wir die weiße Fahne gezogen haben, werden die auf uns sofort das Feuer eröffnen / Moi chłopcy bądźcie rozsądni, jednostki marynarki wojennej są nadal wierne. Gdy tylko wciągniemy białą flagę, otworzą do nas ogień.
3 maja krótko po godzinie 14:00 stojące na redzie statki zostały zaatakowane przez samoloty Hawker Typhoon trzech dywizjonów RAF (197.,198. i 263.). Samoloty 198. dywizjonu wystrzeliły 62 rakiety w kierunku Cap Arcony i Thielbecka (z których 40 było celnych). 197. i 263. dywizjon zaatakowały bombami i rakietami statek „Deutschland IV”.
Tysiąc osób, które przeżyło atak, dopłynęło do brzegu, ale tam, według relacji świadków, SS, marynarze Kriegsmarine oraz uzbrojeni cywile strzelali do rozbitków w morzu i zabijali tych, którzy dotarli do brzegu. Mimo wszystko około 350 osób zdołało przeżyć, gdyż na miejsce dotarli żołnierze brytyjscy.
Z Niemców, którzy zabijali więźniów, ci, którzy nie uciekli przed nadejściem Brytyjczyków, zostali albo wybici przez żołnierzy brytyjskich, którzy widząc, co się dzieje, prawie nie brali jeńców, albo przez więźniów (Brytyjczycy nie oponowali, gdy więźniowie zaatakowali uciekających Niemców). W przypadku pozostałych Niemców (tych, którzy wcześniej uciekli), śledztwo w celu ich odnalezienia zakończyło się niepowodzeniem.
3 maja dowództwo 2 Armii Lotnictwa Taktycznego wydaje „rozkaz nr 71”: Hospital and Red Cross relief ships will be operating in the area. These vessels will be illuminated and are not repeat not to be attacked / Statki szpitalne i statki ewakuacyjne Czerwonego Krzyża będą się znajdowały w akwenie. Statki te będą oświetlone i nie mają być, powtarzam: nie mają być atakowane.

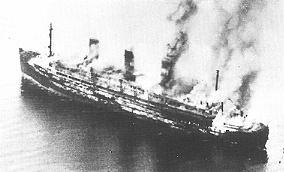
Palący się po ataku lotniczym s/s „Cap Arcona”, 3 V 1945

Zawieszenie działań wojennych dotyczyło regionu Hamburga. Dania i Norwegia znajdowały się dalej pod kontrolą niemieckich nazistów, istniało praktyczne zagrożenie ucieczki zbrodniarzy i dygnitarzy niemieckich do tych okupowanych jeszcze krajów, a ze względu na zaminowanie akwenu morskie działania przechwytujące aliantów były wykluczone. Niemcy nie zastosowali się w tych dniach wielokrotnie do ostrzeżenia aliantów z 2 maja – do 4 maja włącznie Brytyjczycy zatopili na akwenie objętym ostrzeżeniem z 2 maja 21 transportowców i okrętów, jak również 7 mniejszych jednostek.
Moralną odpowiedzialność za zbrodniczą hekatombę więźniów ponoszą Heinrich Himmler i następca Hitlera – wielki admirał (Grossadmiral) Karl Dönitz.
Niektórym SS-mannom pełniącym służbę na zatopionych statkach wytoczono proces w Hamburgu (w Curio-Haus), trwający od 18 marca do 3 maja 1946.
Zdarzenie to, wraz z zatopieniem statków MS Wilhelm Gustloff i MS Goya na Morzu Bałtyckim, należy do największych katastrof morskich w dziejach.